# Zonele aliate de ocupație din Austria
În 1938, Prima Republica Austriacă a devenit o parte a Germaniei Naziste prin anexarea forțată (Anschluss). Declarația de la Moscova din 1943 a decis că Anschluss-ul este nulă și neavenită și a hotărât restaurarea Statului austriac. Karl Renner a format un guvern provizoriu la sfârșitul lunii aprilie 1945 și, printr-o declarație publică, a separat Austria de Germania. După instaurarea păcii, acest guvern a fost recunoscut de puterile învingătoare, dar Austria a rămas divizată în patru zone de ocupație. Viena a rămas în zona sovietică de ocupație și a fost divizată, la rândul ei, în patru zone de ocupație și o zonă internațională în mijlocul capitalei. Așadar: 
- Sectorul internațional, stabilit la sectorul 1 (Innere Stadt e tradus "orașul interior"), cunoștea un regim de administrare comun al celor patru forțe de ocupație aliate. Gestionarea zonei a fost astfel încredințată ca în fiecare lună să fie schimbate fiecare din forțele de ocupație. Patrulele au fost compuse dintr-un soldat al fiecărei forțe de ocupație, pe când șeful patrulei a aparținut puterii care a gestionat sectorul, schimbați la fiecare lună.
- Sectorul american era constituit din sectoarele: 7, 8, 9, 17, 18 și 19. Cartierul-general era la Banca Națională a Austriei, de lângă Piața Otto Wagner;
- Sectorul britanic era constituit din sectoarele: 3, 5, 11, 12 și 13. Cartierul-general era la Palatul "Schönbrunn";
- Sectorul francez era constituit din sectoarele: 6, 14, 15 și 16. Cartierul-general era la Hotelul "Kummer", în sectorul 6 (Mariahilf);
- Sectorul sovietic era constituit din sectoarele: 2, 4, 10, 20, 21 și 22. Cartierul-general era la Palatul "Epstein", anexă a Adunării federale a Parlamentului austriac.

Ocupația aliată a Austriei a luat sfârșit în 1955, iar suveranitatea i-a fost restaurată după semnarea Tratatului de stat austriac.

## Istoric
Ofensiva împotriva Vienei a luat sfârșit pe 13 aprilie 1945, sovieticii au reușit să cucerească Viena. Aliații occidentali au ajuns în Austria două săptămâni mai târziu. Pe 27 aprilie 1945, cu aproape două săptămâni mai înainte de capitularea Germaniei de pe 8 mai, Austria și-a proclamat independența față de Germania Nazistă și a fost înființată A Doua Republică Austriacă.
La sfârșitul războiului, Austria și Viena au fost împărțite în patru zone de ocupație, după cum se stabilise mai înainte, la Conferința de la Potsdam: 
- Zona de ocupație sovietică a cuprins: Burgenland-ul, Austria de Jos, dar și Austria de Sus de la nord de Dunăre (Mühlviertel) și de la est de Enns; cartierul-general era la Baden.
- cea americană a cuprins: Austria de Sus de la sud de Dunăre și de la vest de Enns, precum și Salzburg-ul; cartierul-general era la Salzkammergut.
- cea britanică a cuprins: Carintia, Tirolul oriental și Stiria; cartierul-general era tot la Salzkammergut.
- cea franceză a cuprins: Tirolul de miazănoapte și Vorarlberg-ul; cartierul-general era la Innsbruck.

Cu permisiunea forțelor sovietice, a fost înființat un guvern provizoriu la Viena pe 29 aprilie și s-au organizat primele alegeri legislative din perioada postbelică, pe 25 noiembrie 1945. Karl Renner a fost ales primul cancelar al Austriei postbelice, funcție pe care a îndeplinit-o până la sfârșitul anului 1945, când a devenit primul președinte al celei de-a doua republici austriece.
Pe 15 mai 1955, a fost semnat Tratatul de stat al Austriei, restabilind oficial independența și suveranitatea Austriei. Tratatul și-a început eficacitatea pe 27 iulie, iar ultimele trupe de ocupație au părăsit țara pe 25 octombrie. A două zi, 26 octombrie, a fost proclamată Declarația de neutralitate, care stabilea că Austria va fi o țară neutră pentru eternitate. Ziua de 26 octombrie a fost proclamată sărbătoare națională.

## Legături externe

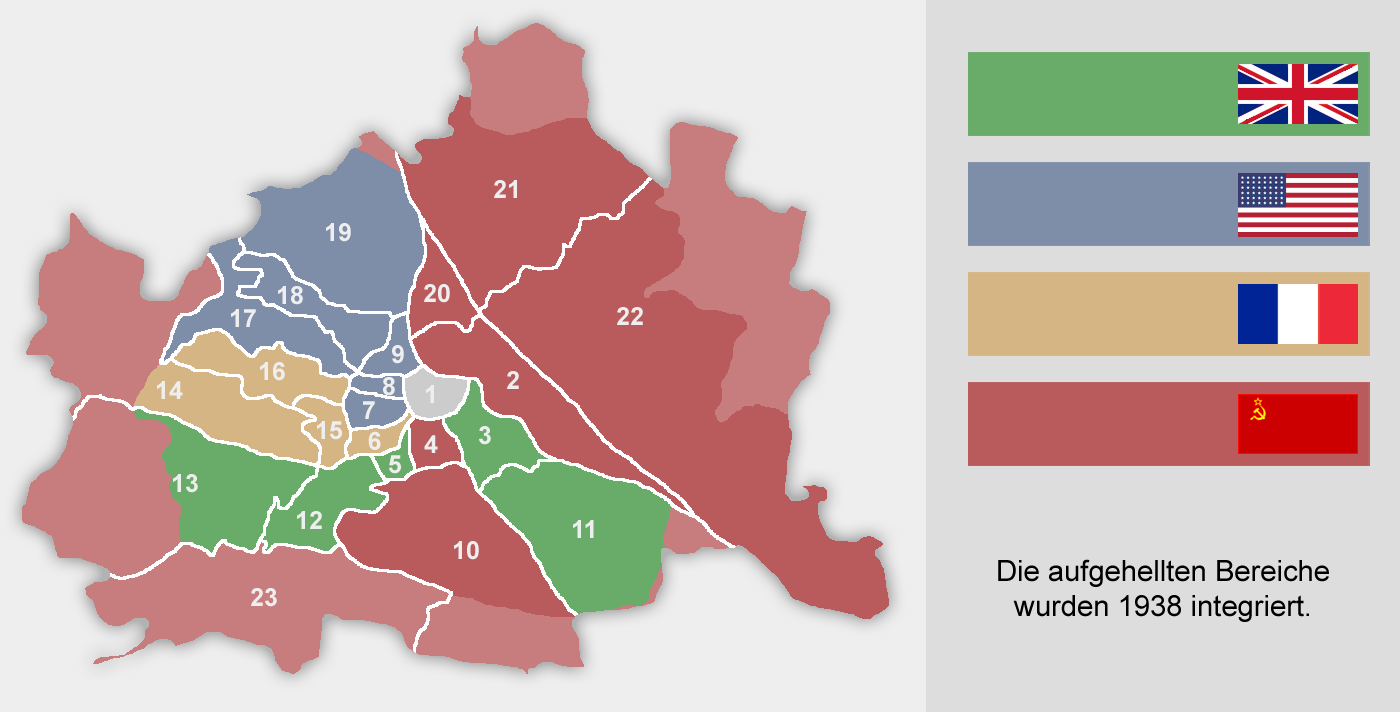
Cele patru sectoare de ocupație ale Vienei